# Smutná
Die Smutná (deutsch Smutna), am Oberlauf Cedron, ist ein rechter Nebenfluss der Lainsitz in Tschechien.

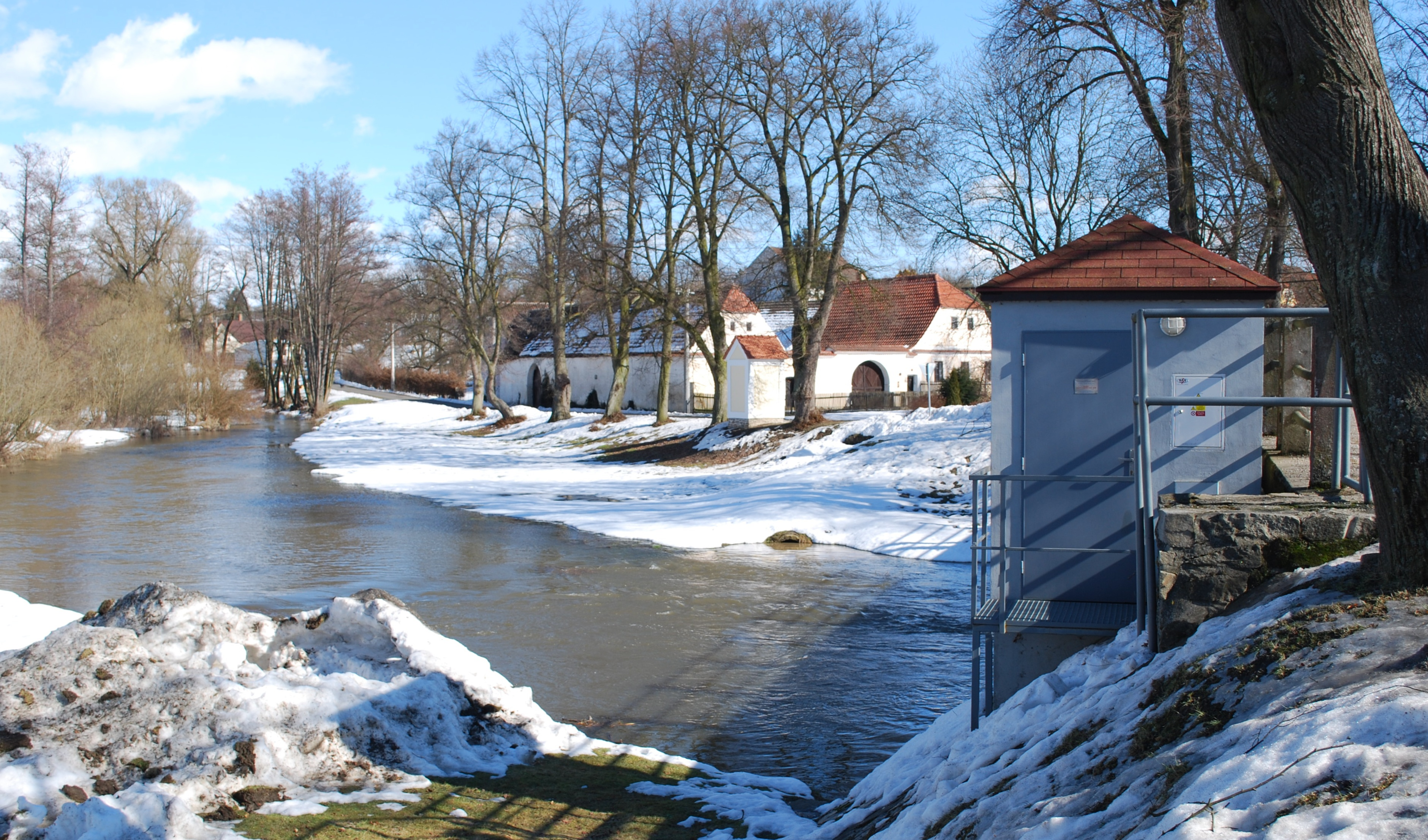
Hydrologische Station in Rataje

## Verlauf
Der Cedron entspringt nördlich des Dorfes Stružinec im Mittelböhmischen Hügelland (Středočeská pahorkatina). Auf seinem vorbei an Nehonín und U Kaplice nach Südwesten führenden Oberlauf wird der Bach in den Teichen Černý rybník, Nehonínský rybník, Velká Kaplice, Nový rybník und Obecní rybník gestaut. In Jistebnice wendet sich der Cedron nach Westen, entlang seines Laufes liegen Zvěstonín, Pohoří, Zbelítov, Hodkov, Slabov, Petříkovice, Kotaškov und Hronova Vesec. Ab der Mündung des Nadějkovský potok wird der Bach als Smutná bezeichnet und fließt vorbei an Vozdrakov, Hromadov, Modlíkov, Micáskův Mlýn, Vratišov, Prachárna, Cmuntov, Vlksice und Dolejší Mlýn nach Südwesten. Der weitere Lauf führt über Duškanka, Božetice, Kvěchov, Vlkovina, V Chlumu, Chobot, U Vyhnalů, Závist, U Krajíců, Hanov, Srlín, Kozín, Rataje, Haškovcova Lhota, U Viktorů, Radětice, Na Prádle, Poušť, Cihelna und Plechamr nach Süden. Am westlichen Stadtrand von Bechyně bildet die Smutná ein tief eingeschnittenes Tal mit mehreren Flussschleifen. Nach 47,8 Kilometern mündet die Smutná am Fuße des Schlosses Bechyně in die Lainsitz.
Bei Kvěchov wird die Smutná von der Bahnstrecke Tábor–Písek überbrückt. Östlich von Sepekov wird der Fluss unterhalb der Reste der Burg Skalice im Teich Chobot gestaut.

## Naturdenkmal Smutný
Der unterhalb des Dammes des Chobot liegende Flussabschnitt ist seit 1985 auf einer Länge von zweieinhalb Kilometer bis zur Straßenbrücke zwischen Sepekov - Opařany als Naturdenkmal Smutný geschützt. Das 4,35 ha große Schutzgebiet umfasst natürliche Mäander durch Auwald.

## Hochwasser 2002
Während des Jahrhunderthochwassers von 2002 brach in der Nacht vom 6. zum 7. August der Damm des Mlýnský rybník in Nadějkov, wodurch über den Nadějkovský potok noch zusätzliche Wassermassen in die hochwasserführende Smutná eingeleitet wurde. Am 8. August erreichte die Smutná in Rataje einen Pegelstand von 3,10 m und überflutete Teile von Rataje und des Bechyněr Stadtteils Plechamr. Zwischen dem 12. und 16. August überflutete der Cedron Teile von Jistebnice.

## Zuflüsse
- Chlumský potok (r), U Kaplice
- Křivošínský potok (l), Jistebnice
- Plechovský potok (r), Zvěstonín
- Petříkovický potok (r), bei Petříkovice
- Nadějkovský potok (r), bei Hronova Vesec
- Kvaštovský potok (r), bei Vlksice
- Dobřemilický potok (r), Dolejší Mlýn
- Radihošťský potok (l), Duškanka
- Božejovický potok (l), Božetice
- Božetický potok (l), unterhalb Božetice
- Milevský potok (r), U Krajíců
- Cabrovský potok (r), Hanov
- Karlov (l), bei Opařany
- Kolišovský potok (r), Srlín
- Hemera (r), U Viktorů
- Plzinský potok (r), Cihelna